# Baureihe 220
De Baureihe 220, tot 1968 bekend als V200, is een dieselhydraulische locomotief bestemd voor personen- en goederentreinen bij de Deutsche Bundesbahn (DB).

## Geschiedenis
In verband met een gebrek aan grote lijndiesellocomotieven bij de Deutsche Bundesbahn werd in 1953-1954 een proefserie van vijf locomotieven ontwikkeld en gebouwd door Krauss-Maffei in München.
In 1956 kwam de serie productielocomotieven bij MaK en Krauss-Maffei gereed. Deze locomotieven werden voornamelijk op niet geëlektrificeerde hoofdspoorlijnen ingezet ter vervanging van de nog volop aanwezige stoomlocomotieven.
De locomotieven hadden twee motoren en hadden veel onderhoud nodig. Iedere motor dreef een hydraulische overbrenging aan. Sinds 1977 werd er de voorkeur aan gegeven om bij lichte treinen met een losse locomotief niet twee motoren, maar slechts één motor te gebruiken.
In de jaren tachtig werden zeven locomotieven verkocht aan de Schweizerische Bundesbahnen (SBB) als Am 4/4 met de nummers 18461-18467. Deze locomotieven werden onder meer met goederen- en diensttreinen ingezet. In 1997 werd de laatste locomotief afgevoerd en aan een particulier in Duitsland verkocht.
Ook werden een aantal locomotieven verkocht, onder meer:
- aan de Albanese spoorwegmaatschappij Hekurudhe e Shqiperise (HSH)
- aan onder meer de Italiaanse spoorwegmaatschappij Ferrovie Emilia Romagna (FER)
- aan de spoorwegmaatschappij Heitkamp voor de aanleg van een spoorlijn in Saoedi-Arabië

Drie locomotieven werden nog in het kleurschema oranje-blauw/beige geschilderd.
In 1984 werd de 220 013 als laatste locomotief buiten dienst gesteld.

## Nummers
| Lijst van de 220 |               |                    |
| Nummers          | Gebouwd door  | Vernummerd in 1968 |
| V200 001-005     | Krauss-Maffei | 220 001-005        |
| V200 006-025     | Mak           | 220 006-025        |
| V200 026-086     | Krauss-Maffei | 220 026-086        |

## Constructie en techniek
De locomotief heeft een stalen frame. De tractie-installatie is uitgerust met twee hydraulische overbrengingen die men kan beschouwen als een soort van slipkoppeling, omdat een dieselmotor in tegenstelling tot een stoommachine of een elektromotor alleen voor tractie kan zorgen als hij draait. Elke unit van motor en overbrenging is via cardanassen verbonden met de drijfwielen. Een kleine ingebouwde stoomketel zorgt voor het verwarmen van personenrijtuigen met stoomverwarming. Het aandrijven met behulp van een dieselelektrische overbrenging kwam in West-Duitsland niet zoveel voor bij diesellocomotieven, hydraulische overbrenging was in die tijd veel gangbaarder. De serie V200.1 lijkt erg veel op de V200 en is in wezen een verdere ontwikkeling van dit type loc.

## V200 in model
De V200 was en is een zeer populaire locomotief bij modeltreinhobbyïsten. Vrijwel elk merk in schaal H0 of N heeft een V200 of V200.1 in de collectie en vaak zijn de oudere grove metalen modellen vervangen door modellen van hoogwaardig spuitgietwerk.